# Кіндратове
Кіндратове́ (до 1945 року — Аксюрю-Конрат, крим. Aqsürü Qoñrat) — село Джанкойського району Автономної Республіки Крим. Населення становить 979 осіб. Орган місцевого самоврядування — Кіндратівська сільська рада. Розташоване на півдні району.

## Географія
Кіндратове — село в центрі району, у степовому Криму, висота над рівнем моря — 18 м. Сусідні села: Дорожнє менше кілометра на захід, Нове Життя за 3 км на північ і Польове за 1,5 км на південний схід. Відстань до райцентру — близько 9 кілометрів на північний захід, з селі розташована залізнична станція — Роз'їзд 10 км (на лінії Джанкой-Феодосія).

## Історія
Поселення Іоганнінсталь, або Аксюрю-Конрат німецький, було засноване німцями лютеранами в 1882 році, на 5442 десятинах землі. В «Пам'ятній книзі Таврійської губернії за 1889 рік», за результатами Х ревізії 1887 року, записаний просто Аксюрю-Конрат (не встановлено — татарський, або німецький) з 19 дворами і 113 жителями.
Після земської реформи 1890 року Аксюрю-Конрат (з доступних джерел незрозуміло, який — одне селище фігурує до 1915 року) віднесли до Тотанайської волості. У  «… Пам'ятній книзі Таврійської губернії за 1892 рік» село записане як Конрат зі 118 жителів у 18 домогосподарствах.
За  «… Пам'ятною книжкою Таврійської губернії за 1900 рік» в Аксюрю-Конрат числилося 162 жителя в тих же 18 дворах. У 1905 році жителів у Аксюрю-Конрат німецькому було 119, в 1911 — 172. Тільки в  Статистичному довіднику Таврійської губернії 1915 , у Тотанайській волості Перекопського повіту значиться село Аксюрю-Конрат німецьке  з населенням 193 людини (в 1918—166).
Після встановлення в Криму Радянської влади, за постановою Кримревкома від 8 січня 1921 № 206 «Про зміну адміністративних кордонів» була скасована волосна система і в складі Джанкойського повіту був створений Джанкойський район. У 1922 році повіти перетворили в округу. 11 жовтня 1923 року, згідно з постановою ВЦВК, до адміністративний поділ Кримської АРСР були внесені зміни, у результаті яких округи були ліквідовані, основний адміністративною одиницею став Джанкойський район і село включили до його складу. Згідно Списку населених пунктів Кримської АРСР за Всесоюзним переписом від 17 грудня 1926 року, Аксюрю-Конрат (німецький), з населенням 251 осіб, з яких було 242 німці входив до складу Німецько-Джанкойської сільради Джанкойського району . До 1931 року в селі було 259 жителів, в 1936—390, в основному німці. Постановою КримЦВК від 15 вересня 1930 був знову створений Біюк-Онларський район (указом Президії Верховної Ради РРФСР № 621/6 від 14 грудня 1944 перейменований в Октябрський район), тепер як німецький національний, у який включили село. Постановою Президії КримЦВК «Про утворення нової адміністративної територіальної мережі Кримської АРСР» від 26 січня 1935 був створений німецький національний Тельманський район (з 14 грудня 1944 року — Красногвардійський) і Аксюрю-Конрат, з населенням 390 осіб, включили до його складу.
Незабаром після початку Німецько-радянської війни, 18 серпня 1941 кримські німці були виселені, спочатку в Ставропольський край, а потім в Сибір і північний Казахстан. Указом Президії Верховної Ради РРФСР від 18 травня 1948 року, Аксюрю-Конрат перейменували в Кіндратове. 1 січня 1965 року, указом Президії ВР УРСР «Про внесення змін до адміністративного районування УРСР — по Кримській області», село знову включили до складу Джанкойського . З 1978 року — центр Кондратівської сільради.

## Населення

### Мова
Розподіл населення за рідною мовою за даними перепису 2001 року:
| Мова                | Відсоток |
| ------------------- | -------- |
| російська           | 79,37%   |
| кримськотатарська   | 10,83%   |
| українська          | 9,3%     |
| інші/не визначилися | 0,5%     |